# Bandera de la República Socialista Soviética de Turkmenistán
La bandera de la República Socialista Soviética de Turkmenistán fue adoptada por la RSS de Turkmenistán el 1 de agosto de 1953. Aunque es similar a la bandera de la Unión Soviética, el diseño es idéntico a la bandera de la RSS de Kirguistán con una proporción de 1:2. Las dos franjas azules (1⁄3) entre las rojas (1⁄20) representan los ríos Amu Darya y Syr Darya, el rojo representa la "lucha revolucionaria de las masas trabajadoras", la hoz y el martillo representa la unión de campesinos y trabajadores, y la estrella roja es el símbolo del gobernante Partido Comunista.
En 1926, la bandera turcomana era roja con una gran hoz y martillo dorada en la esquina superior  izquierda, similar a la bandera de la Unión Soviética. Desde 1937, la bandera era roja con los caracteres Latino (T.S.S.R.) en dorado en la esquina superior izquierda, en fuente sans-serif. A partir de 1940, la bandera era la misma, pero con los caracteres en Cirílico caracteres ТССР (TSSR).
El 26 de septiembre de 1973, el Presidium del Sóviet Supremo de la República Socialista Soviética de Turkmenistán modificó el reglamento de la bandera de la República Socialista Soviética de Turkmenistán. La posición de la estrella y la hoz y el martillo se trasladaron más cerca del asta de la bandera.
Entre la independencia en 1991 y la adopción de la nueva bandera en febrero de 1992, esta bandera siguió siendo la bandera nacional del Turkmenistán independiente.

## Descripción
La bandera de la República Socialista Soviética de Turkmenistán se presenta como un paño rectangular de color rojo con dos franjas celestes en el centro ligeramente separadas (las cuales representan a los ríos Amu  Darya y Syr Darya), con el martillo y la hoz dorados, y la estrella con bordes dorados en la parte superior del cantón. 

## Historia

### Primeras banderas del proyecto

Diseño de la bandera propuesta.

Durante la creación de la Constitución de la República Socialista Soviética de Turkmenistán, se creó un borrador de diseño para la bandera de la República Socialista Soviética de Turkmenistán. La bandera propuesta era una tela rectangular roja que representaba una hoz y un martillo dorados debajo de la estrella roja de 5 puntas con un borde dorado y con dibujos de cuatro geles de alfombra en la bandera principal. Pero en el proceso de discusión del borrador, esta propuesta fue rechazada.

Primera versión de la bandera (6 de octubre de 1926-2 de marzo de 1937)

### Primera versión
El 6 de octubre de 1926, el Comité Ejecutivo Central de los Soviets de la RSS de Turkmenistán adoptó la Constitución de la RSS de Turkmenistán, que luego fue aprobada por el 2º Congreso Panturcomano de los Soviets el 30 de marzo de 1927.La bandera fue descrita en el Artículo 83 de la Constitución:

Segunda versión de la bandera (2 de marzo de 1937-19 de julio de 1940)

La bandera estatal de la República Socialista Soviética de Turkmenistán consiste en un panel de de color escarlata, con una relación de aspecto de 1:2.
En la esquina superior izquierda de la tela, se coloca el color amarillo de la hoz y el martillo con los mangos hacia abajo. Sobre esta imagen se coloca una estrella de cinco puntas del color de una tela, bordeada por una franja amarilla; con el tamaño de la hoz 5⁄16 veces el tamaño de la bandera y el tamaño de la estrella 1⁄8 veces el tamaño de la bandera.
La imagen de la hoz y el martillo se encuentran desde el borde izquierdo de la bandera en 1⁄8 de su ancho, y la parte inferior de la hoz y el martillo es la mitad de ese tamaño, contando desde el borde inferior de la bandera.
Constitución de la República Socialista Soviética de Turkmenistán (1926), Artículo 83, Párrafos 1-3

### Segunda versión
El 2 de marzo de 1937, 1937, el VI Congreso Extraordinario de los Soviets de la RSS de Turkmenistán aprobó una nueva Constitución de la República Socialista Soviética de Turkmenistán. La bandera de la RSS de Turkmenistán se describe en el Capítulo X, Artículo 122 de la constitución:

La bandera estatal de la República Socialista Soviética de Turkmenistán consiste en una tela roja, en la esquina izquierda de la cual, en la parte superior del asta, está escrito en letras doradas "T.S.S.R." La relación entre el ancho y el largo es de 1:2.
Constitución de la República Socialista Soviética de Turkmenistán (1937), Artículo 122

#### Revisión

Tercera versión de la bandera (19 de julio de 1940-1 de agosto de 1953)

En mayo de 1940, la escritura turcomana fue traducida del alfabeto latinizado al alfabeto basado en el alfabeto ruso. El 19 de julio de 1940, por Decreto del Presidium del Soviet Supremo de la RSS de Turkmenistán "Sobre la inscripción en la bandera nacional de la RSS de Turkmenistán", se aprobó "cambiar el texto de la inscripción de acuerdo con el nuevo alfabeto". El artículo 122 fue modificado de acuerdo con este decreto:

La bandera estatal de la República Socialista Soviética de Turkmenistán consiste en una tela roja, en la esquina izquierda de la cual, en la parte superior del asta, está escrito en letras doradas “T.C.C.P.”. La relación entre el ancho y el largo es de 1:2.
Constitución de la República Socialista Soviética de Turkmenistán (1937, enmendada en 1940), artículo 122

El 23 de septiembre de 1974, mediante un decreto del Presidium del Soviet Supremo de la República Socialista Soviética de Turkmenistán, se modificó el Reglamento sobre la Bandera Estatal de la República Socialista Soviética de Turkmenistán de 1956, que estableció una reducción del lado del cuadrado en el que encajan la hoz y el martillo, de 1⁄4 del ancho de la bandera a 1⁄6 del ancho de la bandera, y una reducción de la distancia desde el eje vertical de la estrella, la hoz y el martillo hasta el borde del asta de la tela de 1⁄4 del ancho de la bandera a 1⁄10 del ancho de la bandera, como resultado de lo cual el tamaño del emblema de la hoz y el martillo disminuyó y se desplazó más cerca del asta de la bandera.
El 13 de abril de 1978, la 9ª sesión extraordinaria del Soviet Supremo de la RSS de Turkmenistán de la 9ª convocatoria adoptó una nueva Constitución de la RSS de Turkmenistán. La bandera fue descrita en el artículo 169 de la Constitución:

La bandera estatal de la República Socialista Soviética de Turkmenistán es un panel rectangular rojo con una franja azul en el medio a lo largo de toda la bandera. La barra azul es 1⁄3 del ancho de la bandera. A lo largo de la franja azul, en el medio, hay una franja roja, igual a 1⁄20 del ancho de la bandera. En la parte superior roja del panel de la bandera, en el asta, hay una hoz y un martillo dorados, y encima de ellos hay una estrella roja de cinco puntas enmarcada por un borde dorado. La relación entre el ancho de la bandera y su longitud es de 1:2.
Constitución de la República Socialista Soviética de Turkmenistán (1978), artículo 122

Esta descripción de la bandera del 6 de mayo de 1978 por Decreto del Presidium del Soviet Supremo de la RSS de Turkmenistán fue incluida en el Reglamento sobre la Bandera Estatal de la RSS de Turkmenistán de 1956, que fue modificado por el Decreto del Presidium del Soviet Supremo el 23 de septiembre de 1974.

Cuarta versión de la bandera (1 de agosto de 1953-23 de septiembre de 1974)

## Banderas históricas

Bandera propuesta de la RSS de Turkmenistán (1925)
Bandera de la RSS de Turkmenistán (1926-1937)
Bandera de la RSS de Turkmenistán (1937-1940)
Bandera de la RSS de Turkmenistán (1940-1953)
Bandera de la RSS de Turkmenistán (1953-1973)
Bandera de la RSS de Turkmenistán (1973-1991)